# Parc Nacional de Lomsdal-Visten
El Parc Nacional de Lomsdal-Visten (en noruec: Lomsdal-Visten nasjonalpark; en sami meridional: Njaarken vaarjelimmiedajve) és un parc nacional de Noruega que es va establir el 26 de juny del 2009. El parc consta d'una àrea protegida total de 1.102 quilòmetres quadrats. Està situat al comtat de Nordland, Noruega, i cobreix parts dels municipis de Brønnøy, Vevelstad, Grane, i Vefsn.
El paisatge està dominat per una gran diversitat natural i molts rius. Hi ha fiords escarpats amb boscos caducifolis, boscos de coníferes, terrenys muntanyosos i pics alpins. La geologia rica i variada era una altra de les raons per a la protecció de la zona. El terreny és càrstic, amb coves, rius subterranis i arcs.

## Història
S'han trobat relíquies del patrimoni cultural a la zona que daten del període del Mesolític (fa 8.000-9.000 anys) fins als nostres dies. Les empremtes de la cultura Sami es poden trobar al parc nacional que data de l'època en què els samis eren caçadors i recol·lectors fins a la seva moderna manera de cria de rens semi-domesticats
La Segona Guerra Mundial també va deixar la seva empremta a la zona del Lomsdal-Visten i una marxa anual va des de les Vesteixen interior per Eiterådalen per commemorar esdeveniments en temps de guerra.